# Caída de la dinastía Han

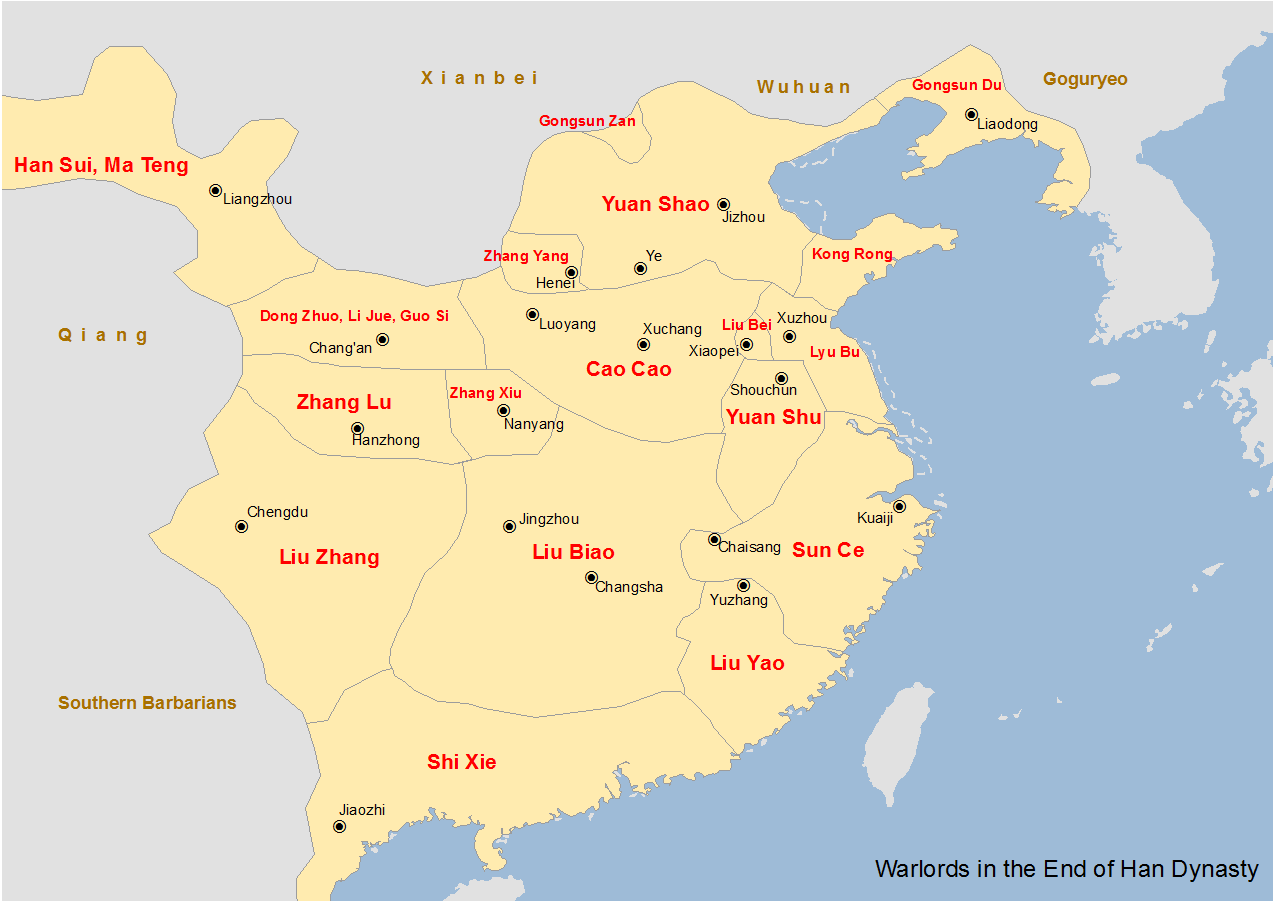
Mapa que muestra a los principales señores de la guerra antes del final de la dinastía Han.

 El final de la dinastía Han se refiere al período de la historia china del 189 al 220 d. C., que coincide aproximadamente con el tumultuoso reinado del último gobernante de la dinastía Han, el emperador Xian. Durante este período, el país se vio afectado por la rebelión de los turbantes amarillos (184-205). Mientras tanto, las instituciones del Imperio Han fueron destruidas por el señor de la guerra Dong Zhuo, y se fracturaron en regímenes regionales gobernados por varios señores de la guerra, algunos de los cuales eran nobles y funcionarios de la corte imperial Han. Finalmente, uno de esos señores de la guerra, Cao Cao, fue capaz de reunificar gradualmente el imperio, aparentemente bajo el dominio del emperador Xian, pero el imperio en realidad estaba controlado por el propio Cao Cao. 

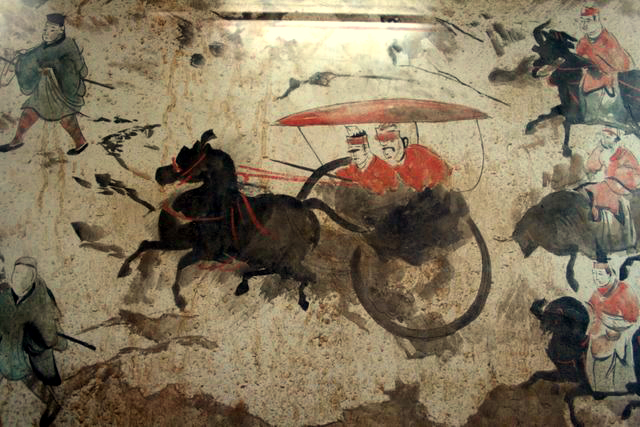
Una sección de un fresco de la dinastía Han del Este (25–220 DC) de 9 carros, 50 caballos y más de 70 hombres, de una tumba en Luoyang, China, que alguna vez fue la capital del Imperio Han del Este.

Los esfuerzos de Cao Cao para reunir por completo a la dinastía Han fueron rechazados en la Batalla de los Acantilados Rojos en 208/209, cuando sus ejércitos fueron derrotados por las fuerzas aliadas de Sun Quan y Liu Bei. La dinastía Han terminó formalmente en 220 cuando el hijo y heredero de Cao Cao, Cao Pi, presionó al emperador Xian para que abdicara a su favor. Cao Pi se convirtió en el emperador de un nuevo estado, Cao Wei. Un año después, en respuesta a la usurpación de Cao Pi del trono Han, Liu Bei se declaró emperador de Shu Han y en 229, Sun Quan hizo lo mismo, declarándose emperador de Wu. El período desde la caída de la dinastía Han en 220 hasta la reunificación parcial de China bajo la dinastía Jin en 265 se conoció como la era de los Tres Reinos en la historia china. 

## Auge de autoridades regionales

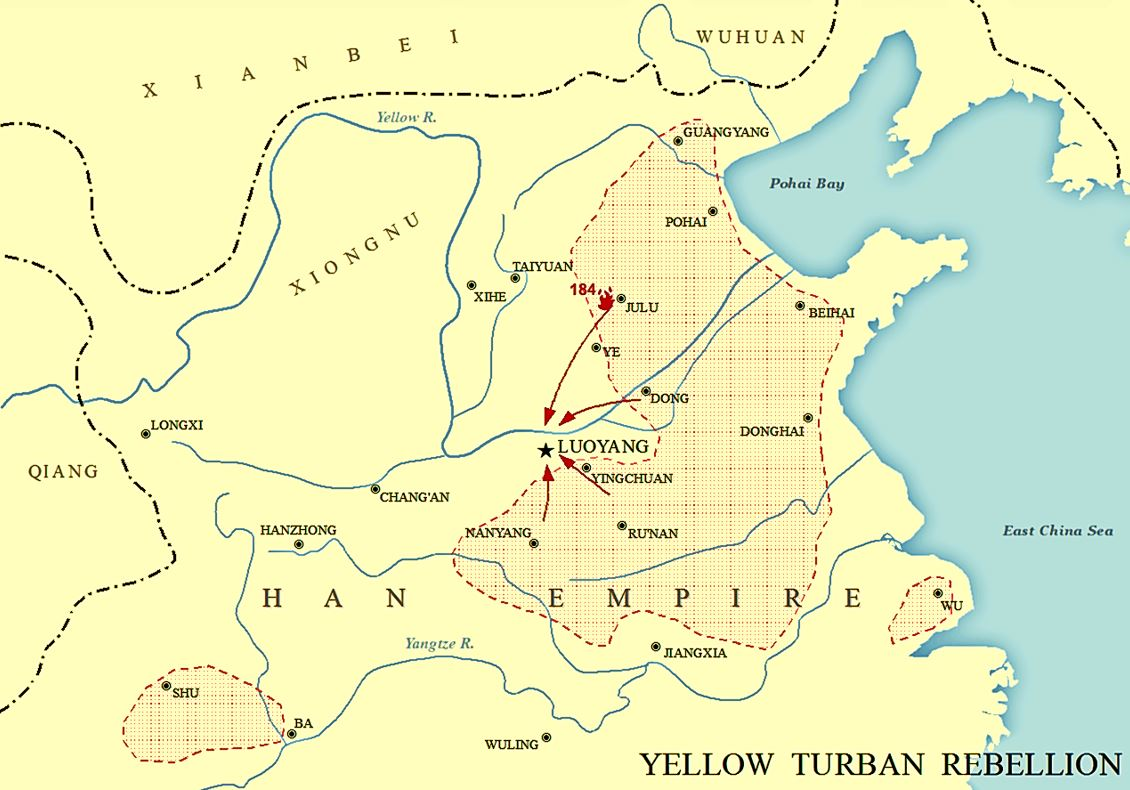
Mapa que muestra la rebelión de los turbantes amarillos en la dinastía Han del este de China.

Hacia el final del reinado del emperador Ling de Han (r. 168-189), muchos funcionarios de la corte imperial previeron el caos en la escena política tan pronto como el emperador Ling muriera. Uno de esos funcionarios, Liu Yan, sugirió al Emperador Ling en 188 que la raíz de las revueltas agrarias durante ese tiempo, incluida la Rebelión de los Turbantes Amarillos, la más grave de 184, era que los Inspectores (刺史) carecían de poderes administrativos sustanciales. El emperador Ling, convencido por Liu Yan, cambió los títulos de los Inspectores a "Gobernadores" (牧) y les otorgó la autoridad para recaudar impuestos y comandar las fuerzas armadas dentro de las fronteras. Liu Yan fue comisionado como gobernador de la provincia de Yi (cubriendo la cuenca de Sichuan), mientras que otros funcionarios importantes también se convirtieron en gobernadores, incluido Liu Yu, quien fue nombrado gobernador de la provincia de You (cubriendo el actual norte de Hebei, Pekín, Tianjin y Liaoning) La creciente influencia de estos gobernadores provinciales formó la base sobre la cual los señores de la guerra posteriores controlarían grandes regiones del imperio Han.

## Colapso de la autoridad imperial

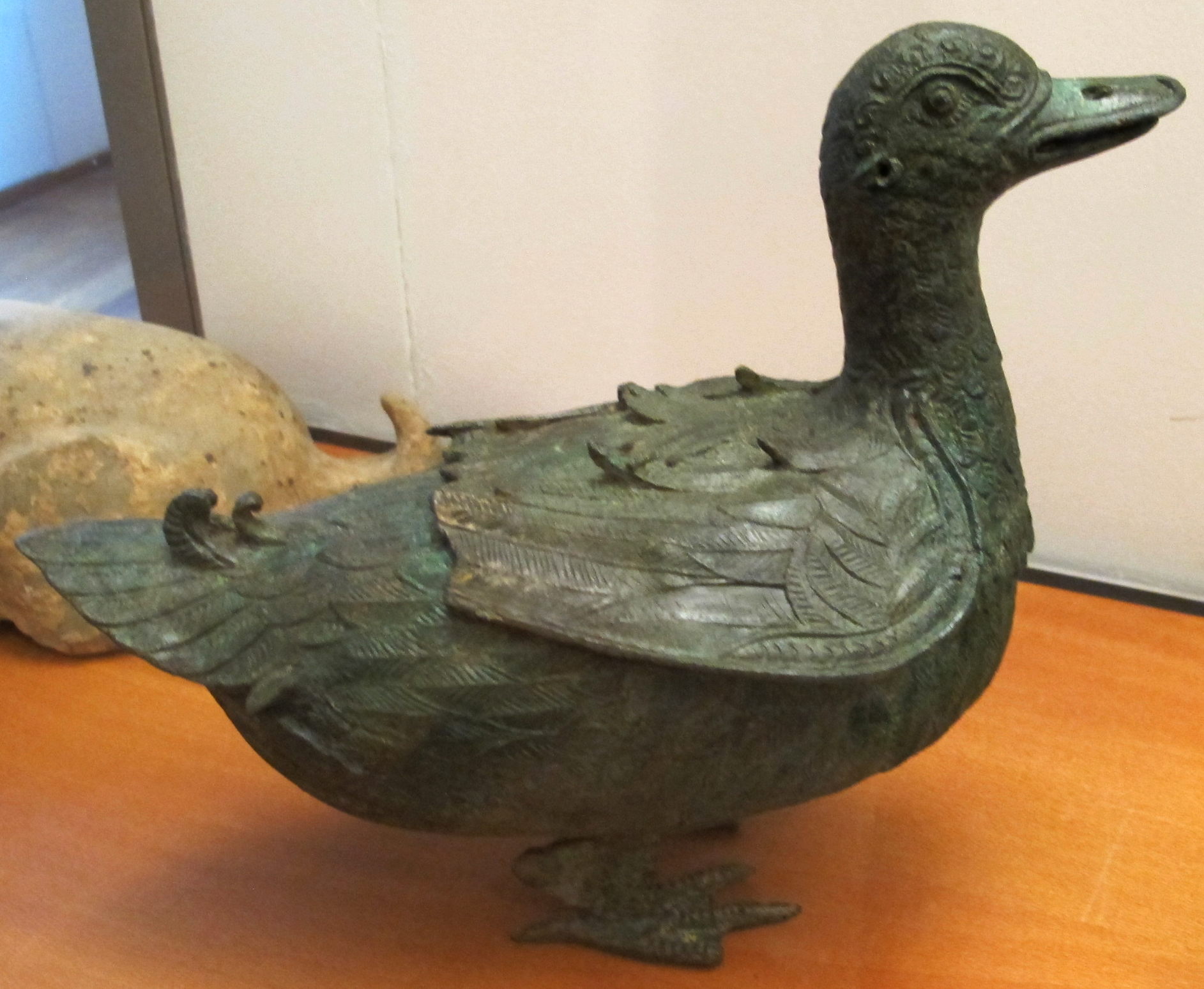
Quemador de incienso Han oriental y escultura de bronce en forma de pato

### Dominación de la emperatriz viuda He y He Jin
El emperador Ling murió en 189 y fue sucedido por su hijo de 13 años, Liu Bian (nacido de la emperatriz He), quien se hizo conocido como el emperador Shao. La emperatriz He, ahora emperatriz viuda, se convirtió en regente del joven emperador, mientras que su hermano mayor, el general en jefe He Jin, se convirtió en el funcionario más poderoso de la corte imperial. He Jin y Yuan Shao conspiraron para exterminar a los Diez Asistentes, un grupo de diez funcionarios eunucos influyentes en la corte, pero la Emperatriz Viuda desaprobó su plan. En un movimiento fatídico, He Jin convocó a Dong Zhuo, un señor de la guerra que controlaba la provincia de Liang probado en batalla (涼州; que cubre el actual Gansu), para marchar sobre la capital Luoyang para amenazar a la emperatriz viuda He para que eliminara a los diez asistentes. Después de que los eunucos descubrieron el complot de He Jin, lo atrajeron al palacio y lo asesinaron. En respuesta, Yuan Shao dirigió a los guardias imperiales en una masacre indiscriminada de los eunucos del palacio. Los eunucos sobrevivientes secuestraron al emperador Shao y a su hermano menor, el príncipe de Chenliu de ocho años (criado por su abuela la emperatriz viuda Dong), y huyeron hacia el norte hacia el río Amarillo, pero finalmente se vieron obligados a suicidarse arrojándose al río. 
Dong Zhuo llegó a la escena y encontró al Emperador Shao y al Príncipe de Chenliu. El joven emperador parecía nervioso y temeroso, mientras que el príncipe permaneció tranquilo y sereno, y le dio órdenes a Dong Zhuo para que los escoltara de vuelta al palacio. Dong Zhuo aprovechó la oportunidad para tomar el control del poder del estado y llevar a su ejército a la capital. No mucho después, Dong Zhuo depuso al Emperador Shao y lo reemplazó con el Príncipe de Chenliu, quien se hizo conocido como el Emperador Xian. Dong Zhuo dominó la corte imperial y se llamó a sí mismo " Canciller de Estado " (相 國), un título que nadie tenía desde el estadista de la dinastía Han occidental Xiao He; Dong Zhuo también se otorgó el privilegio de asistir a la corte sin necesidad de desarmarse o quitarse los zapatos.

### Resistencia contra Dong Zhuo

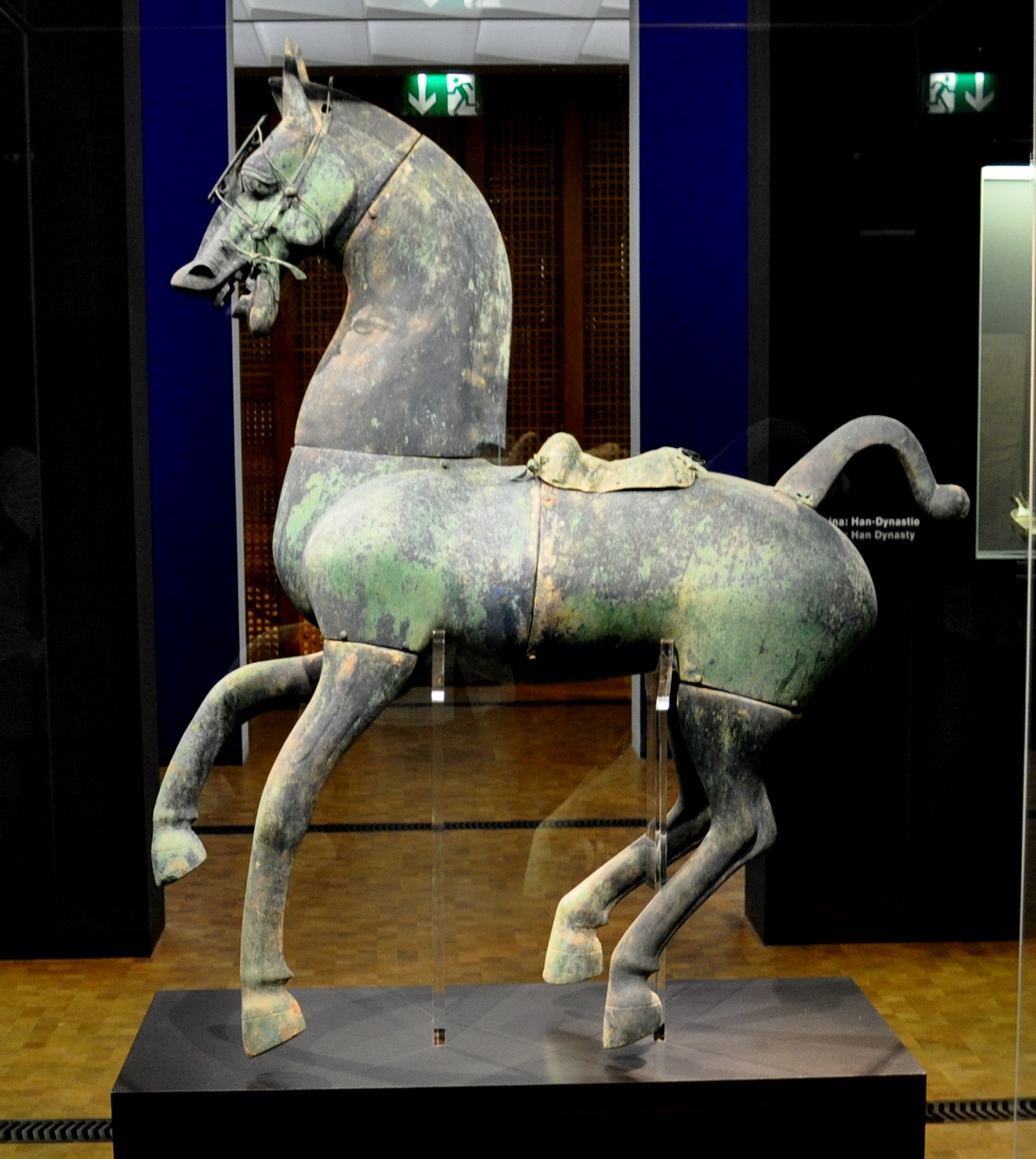
Un caballo encabritado Han del este, escultura de bronce,

En la primavera de 190, varios funcionarios provinciales y señores de la guerra formaron una coalición contra Dong Zhuo, alegando que estaba decidido a usurpar el trono y que efectivamente había secuestrado al emperador Xian. Yuan Shao, administrador de Bohai (alrededor de lo que hoy es Cangzhou, Hebei), fue nominado para ser el líder de la coalición. Los ejércitos de la coalición estaban estacionados en Henei (河內; en la actual Jiaozuo, Henan) y parecían estar listos para pasar la capital Luoyang. Sin embargo, la coalición en realidad estaba bastante desorganizada, y Yuan Shao no tenía un comando efectivo sobre toda la alianza. Además, los miembros de la coalición también dudaron en confrontar directamente a Dong Zhuo y su fuerte ejército de la provincia de Liang. Aun así, Dong Zhuo estaba ansioso y decidió trasladar la capital a Chang'an en el oeste para evitar a la coalición. Aproximadamente un mes después, Dong Zhuo obligó al emperador Xian y a la corte imperial a mudarse a Chang'an, junto con los residentes de Luoyang, y en el proceso, ordenó que la antigua capital fuera destruida por el fuego. Durante el movimiento, Dong Zhuo permaneció cerca de Luoyang, listo para resistir cualquier ataque de la coalición contra él. En 191, la coalición trató de deslegitimar aún más la posición de Dong Zhuo ofreciendo entronizar a Liu Yu, quien era elegible para ser Emperador desde que era miembro del clan real. Liu Yu permaneció fiel al emperador Xian y se negó firmemente a tomar el trono. Mientras los miembros de la coalición seguían discutiendo sobre los planes de batalla, un general menor bajo Yuan Shu, Sun Jian, asumió un riesgo calculado y atacó a Dong Zhuo directamente cerca de Luoyang. Después de anotarse varias victorias sobre las fuerzas de Dong Zhuo, Sun Jian finalmente obligó a Dong a retirarse a Chang'an, y Luoyang quedó bajo el control de la coalición. 
Durante los siguientes meses hasta finales de 191, la coalición dejó de tomar más medidas contra Dong Zhuo, y finalmente se disolvió y los miembros regresaron a sus respectivas bases. Pronto, varios funcionarios comenzaron a pensar en controlar y gobernar sus propios territorios como reyes. Los señores de la guerra más prominentes que surgieron en ese momento incluyen: 
- Yuan Shao, quien tomó el control de la provincia de Ji (cubriendo el actual Hebei central y meridional y el norte de Henan ) de Han Fu en 191.
- Liu Yan, quien controlaba la provincia de Yi
- Liu Biao, quien controlaba la provincia de Jing (cubriendo los actuales Hubei y Hunan)
- Yuan Shu, medio hermano de Yuan Shao (primo de nombre), que controlaba el área al sur del río Huai (que cubre el actual norte y centro de Anhui )

Sin embargo, además de estos grandes señores de la guerra, con el tiempo todo el imperio Han prácticamente se fracturó en pequeños bloques, cada uno controlado por un señor de la guerra local.

## La muerte de Dong Zhuo y la continuidad de la guerra

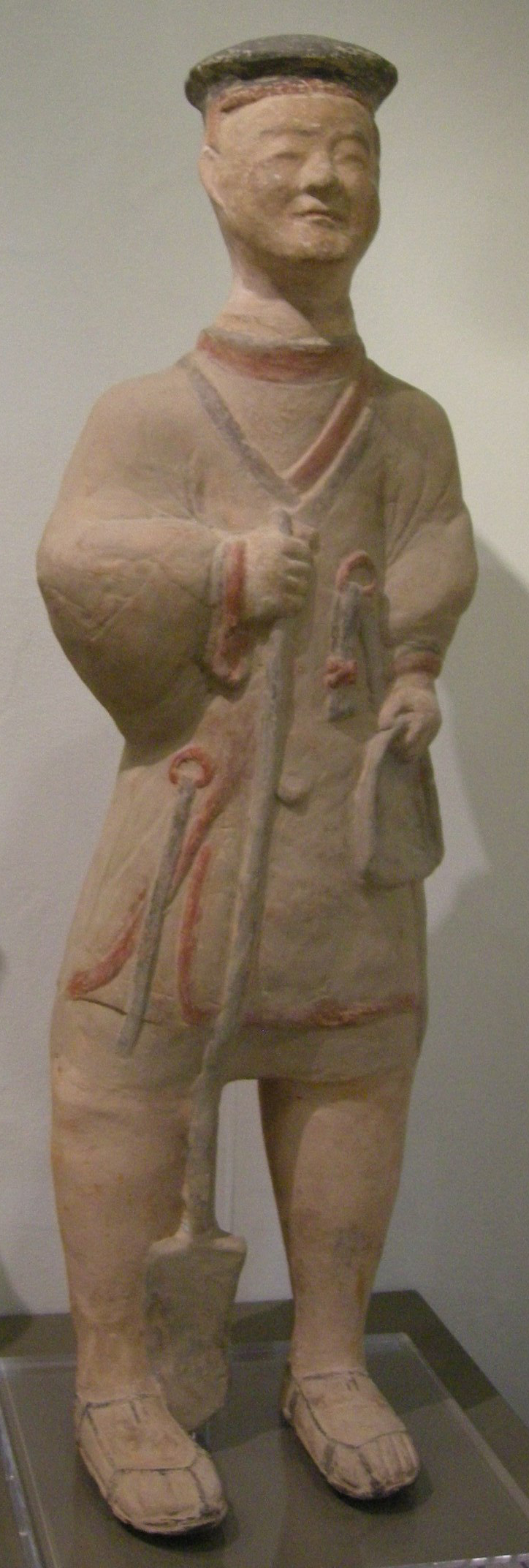
Una figurilla de cerámica Han del este de un agricultor, de la segunda mitad del

### La muerte de Dong Zhuo
Después de que Dong Zhuo se retiró a Chang'an, mantuvo un control aún más estricto sobre el gobierno y trató cruelmente toda disidencia contra él. El ministro del Interior, Wang Yun, y algunos otros funcionarios, incluidos Huang Wan (黃 琬), Shisun Rui (士 孫瑞) y Yang Zan (楊 瓚), planearon eliminar a Dong Zhuo. Finalmente persuadieron al hijo adoptivo de Dong Zhuo, Lü Bu, para unirse a ellos. Lü Bu guardaba rencor contra Dong Zhuo porque este último casi lo mata una vez durante un ataque de ira, y también porque temía que su aventura secreta con una de las doncellas de Dong Zhuo pudiera quedar expuesta. En mayo de 192, los conspiradores, liderados por Lü Bu y Wang Yun, asesinaron a Dong Zhuo y masacraron a su clan. 

### Desórdenes posteriores durante el gobierno de Wang Yun
Después de la muerte de Dong Zhuo, se creía que el caos causado por el "reinado del terror" de Dong Zhuo disminuiría, y el gobierno central sería restaurado a su estado original. Sin embargo, aunque Wang Yun fue considerado como un ministro capaz, gradualmente se volvió arrogante y cometió varios errores clave que causarían su caída. No pudo mantener buenas relaciones con Lü Bu, y se negó firmemente a otorgar amnistía a los seguidores sobrevivientes de Dong Zhuo y ordenó que se disolvieran. Esto hizo que los hombres de Dong Zhuo temieran que pudieran ser masacrados. El yerno de Dong Zhuo, Niu Fu, tomó el control de las fuerzas de Dong en la provincia de Liang y resistió a Wang Yun, pero luego murió en un incidente de fuego amigo. Los subordinados de Niu Fu, Li Jue, Guo Si y Fan Chou, querían someterse a la corte imperial, pero como habían resistido previamente a Wang Yun, Wang ahora rechazó su solicitud de amnistía. Li Jue, Guo Si y Fan Chou lideraron sus ejércitos para atacar a Chang'an y tomaron el control del gobierno. Wang Yun fue capturado y ejecutado junto con su familia, mientras que Lü Bu fue derrotado y expulsado. 

### Continuidad de la guerra

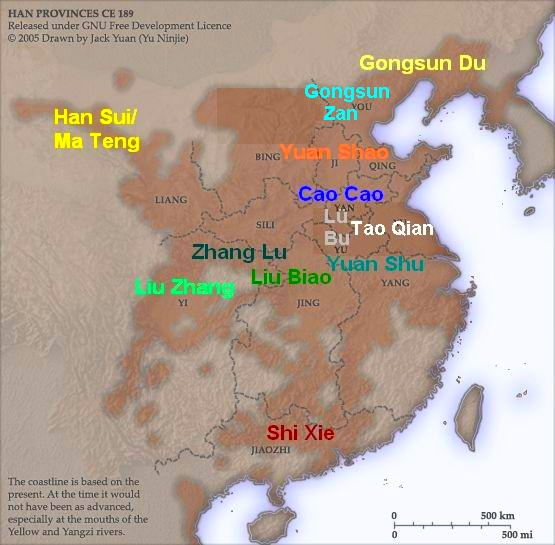
Señores de la guerra en China alrededor del 194

Después de tomar el control de la corte imperial en Chang'an, Li Jue, Guo Si y Fan Chou hicieron lo que quisieron sin mostrar ningún respeto por el bienestar del estado. Al mismo tiempo, los señores de la guerra provinciales de toda China lucharon entre sí para expandir sus territorios o promover sus intereses personales. Algunos de esos señores de la guerra eran amigos de las fuerzas de Li Jue, mientras que otros seguían siendo hostiles con ellas, a pesar de que todos reconocían nominalmente al emperador Xian como el soberano de China. 
En 193, estalló un conflicto armado entre los señores de la guerra del norte, Liu Yu y Gongsun Zan. Liu Yu se opuso firmemente a la guerra, mientras que Gongsun Zan continuamente libró una guerra contra Yuan Shao. Liu Yu y Gongsun Zan hicieron acusaciones uno contra el otro en sus respectivos monumentos al emperador Xian. Finalmente, Liu Yu no pudo tolerar a Gongsun Zan y atacó a este último, pero fue derrotado y asesinado. 
En 195, se produjo una gran agitación en Chang'an cuando Li Jue y Guo Si mataron a Fan Chou juntos, y luego se enfrentaron entre sí. Li Jue retuvo como rehén al emperador Xian, mientras que Guo Si secuestró a los funcionarios imperiales, y ambos bandos se enfrentaron. Más tarde ese año, Li Jue y Guo Si hicieron las paces y acordaron permitir que el emperador Xian regresara a la antigua capital, Luoyang, pero luego lamentaron su decisión y lo persiguieron. Si bien Li Jue y Guo Si nunca pudieron capturar al Emperador Xian nuevamente, la corte imperial se volvió pobre e incapaz de valerse por sí misma. Como Luoyang había sido devastada previamente por el fuego durante el tiempo de Dong Zhuo, la ciudad carecía de los elementos básicos de la vida y muchos funcionarios murieron de hambre o recurrieron al canibalismo. Alrededor de este tiempo, Ju Shou sugirió a Yuan Shao que diera la bienvenida al emperador Xian a su provincia para que pudiera tomar el control efectivo del gobierno. Sin embargo, Guo Tu y Chunyu Qiong se opusieron a la opinión de Ju Shou, alegando que si Yuan Shao traía al emperador Xian a su territorio, tendría que ceder ante el emperador en las decisiones clave y seguir el protocolo de la corte adecuado. Yuan Shao permaneció vacilante y no llegó a una conclusión sobre si recibir al emperador o no. 

## Reunificación gradual bajo Cao Cao

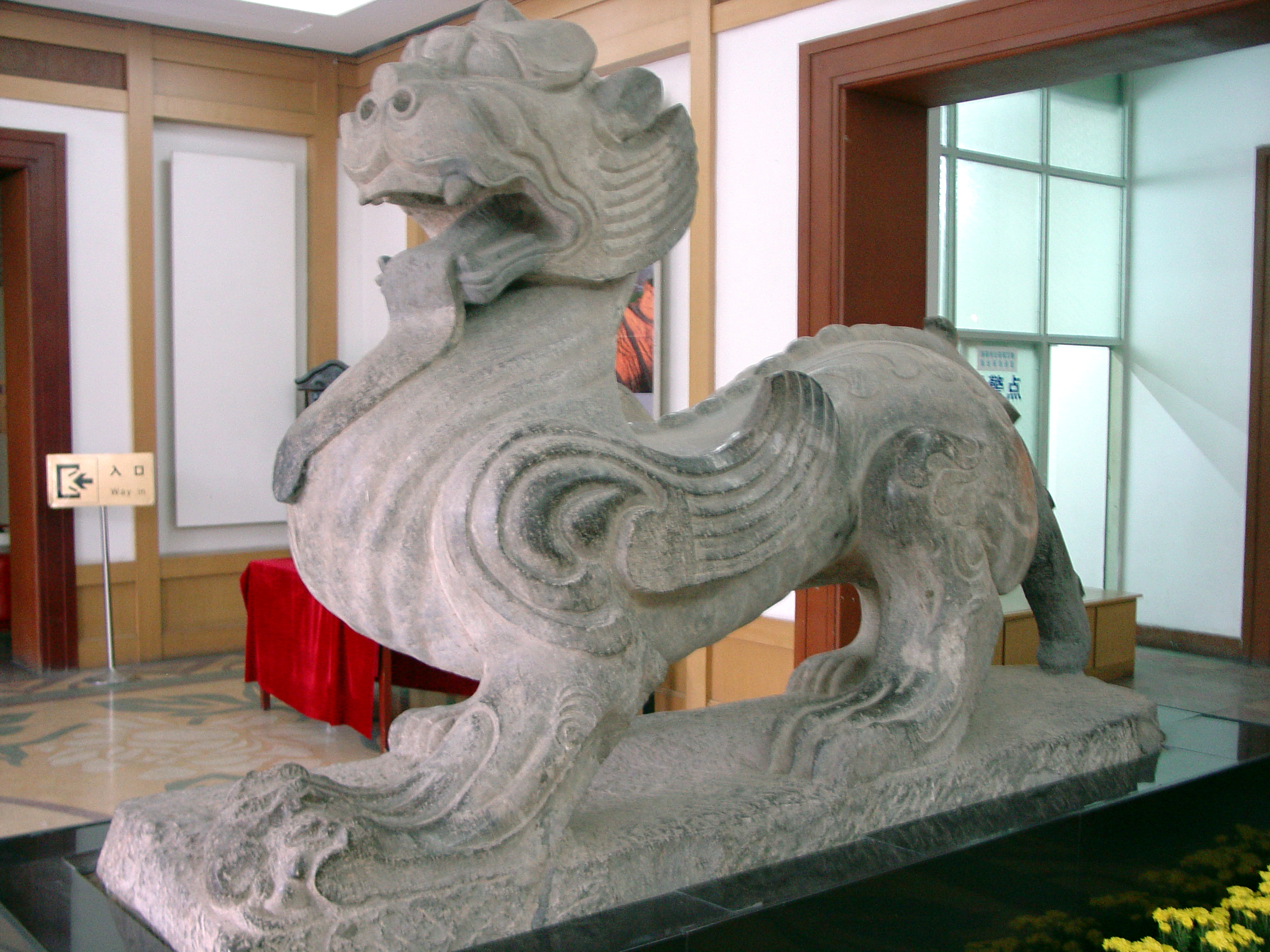
Un guardián de tumba tallado en piedra Han del este (Tianlu), ubicado en el Museo de la Ciudad de Luoyang

### El uso de Cao Cao del Emperador Xian como autoridad titular
Mientras que Yuan Shao aún no estaba decidido a si dar la bienvenida al Emperador Xian o no, Cao Cao aprovechó la situación para llevar al emperador a su territorio. En ese momento, Cao Cao todavía era un señor de la guerra relativamente menor, con solo la provincia de Yan (兗 州; cubriendo el actual Shandong occidental y el este de Henan) bajo su control. En 196, Cao Cao dirigió su ejército hacia Luoyang. Se encontró con Dong Cheng y Yang Feng (que estaban protegiendo al Emperador Xian de Li Jue y Guo Si), los convenció de su lealtad y se le permitió conocer al emperador. Nominalmente, Cao Cao estaba compartiendo el poder con los otros funcionarios y nobles, pero en realidad tenía el control, aunque se aseguró de que los funcionarios y nobles fueran tratados con el debido respeto, por lo que se enfrentó a una mínima oposición en la corte imperial. Más tarde, Cao Cao escoltó al emperador de regreso a su base en Xu (許; actual Xuchang, Henan), estableciendo la nueva capital allí. 
A partir de entonces, aunque Cao Cao era un ministro del emperador Xian nominalmente, en realidad ejercía el poder del estado y controlaba la corte imperial. A pesar de eso, Cao Cao nunca mostró falta de respeto al Emperador Xian y, en cambio, honró al emperador de acuerdo con el protocolo imperial formal. Cao Cao también emitió edictos imperiales en nombre del emperador Xian a otros señores de la guerra, ordenándoles que se sometieran a la autoridad imperial cuando en realidad se lo estaban sometiendo a él. Cuando Cao Cao envió a Yuan Shao un edicto a nombre del emperador, solo entonces Yuan se dio cuenta de que había perdido la oportunidad de hacer uso del emperador para controlar a otros caudillos. 

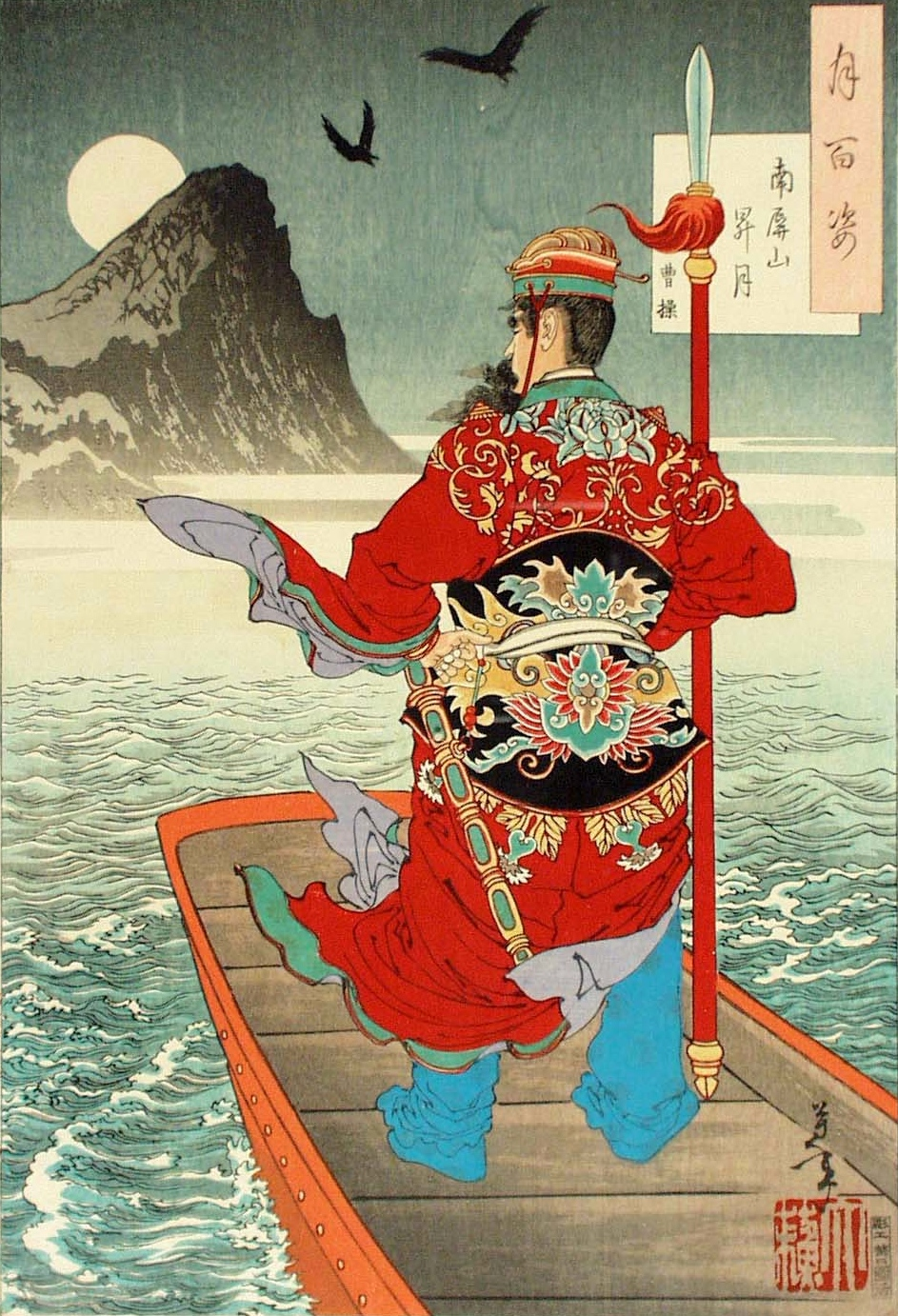
Cao Cao cara a la luna creciente en el Monte Nanping. De la serie Cien aspectos de la luna de Yoshitoshi, grabados en madera ukiyo-e

### El ascenso de Cao Cao al poder
Incluso después de mudarse a la nueva capital en Xu, el gobierno central aún carecía de fondos y suministros de alimentos. Según lo sugerido por Zao Zhi (棗 祇), Cao Cao implementó una nueva política tuntiana para promover la producción agrícola, en la cual los soldados fueron enviados a cultivar, y la cosecha sería compartida entre la población militar y civil. La política arrojó resultados encomiables a medida que el área alrededor de Xu se convirtió en tierras agrícolas altamente productivas y se resolvió el problema de la escasez de alimentos. 
En este momento, los señores de la guerra más prominentes en China eran: 
- Yuan Shao, quien controlaba las provincias de Ji, Bing y Qing (cubriendo la mayor parte de los actuales Hebei, Shanxi y Shandong ). Algunos de los territorios fueron gobernados por los tres hijos de Yuan Shao ( Yuan Tan, Yuan Xi y Yuan Shang ) y su sobrino ( Gao Gan ).
- Yuan Shu, que controlaba la mayor parte de Anhui actual y partes de Jiangsu
- Gongsun Zan, que controlaba You, incluidos los actuales Beijing, Tianjin y Liaoning occidental.
- Liu Biao, quien controlaba la provincia de Jing (cubriendo los actuales Hubei y Hunan )
- Liu Zhang, quien controlaba la provincia de Yi (cubriendo la cuenca de Sichuan )
- Lü Bu, quien tomó el control de la provincia de Xu (cubriendo el actual norte de Jiangsu ) de su anterior gobernador Liu Bei

Todavía había muchos otros señores de la guerra menores, y Cao Cao particularmente buscó que se sometieran a él. En 197, Zhang Xiu entregó Wancheng a Cao Cao. Sin embargo, Cao Cao tuvo después una aventura amorosa con la tía viuda de Zhang Xiu, enojando a Zhang, quien se rebeló y lanzó un ataque sorpresa contra Cao Cao en Wancheng. En esta batalla, el hijo mayor de Cao Cao, Cao Ang, el sobrino Cao Anmin y el guardaespaldas Dian Wei fueron asesinados, y el propio Cao Cao escapó por poco de la muerte. Siguiendo el consejo de Jia Xu, Zhang Xiu finalmente se rindió a Cao Cao en el invierno de 199-200. Además, en 197, Cao Cao pudo persuadir a Ma Teng y Han Sui, quienes controlaban las provincias de Yong y Liang (que abarcaban la mayor parte de los actuales Shaanxi y Gansu), para que se sometieran a él. 
Ese año, Yuan Shu se declaró a sí mismo " Hijo del Cielo " en Shouchun (壽春; actual condado de Shou, Anhui), un acto percibido como una traición contra el gobierno de la dinastía Han, lo que provocó que otros señores de la guerra lo usaran como una excusa para atacarlo ( ver Campaña contra Yuan Shu ). Sun Ce, hijo de Sun Jian, que había conquistado varios territorios en Jiangdong entre 194 y 199, terminó su alianza con Yuan Shu y se convirtió en un señor de la guerra independiente. Lü Bu, quien también fue aliado de Yuan Shu, rompió lazos con Yuan y le infligió una gran derrota cerca de Shouchun. Cao Cao también atacó a Yuan Shu y lo derrotó. Yuan Shu intentó huir hacia el norte para unirse a Yuan Shao, pero su camino fue bloqueado y moriría de enfermedad a su regreso a Shouchun en 199. 
En 198, Yuan Shao intentó persuadir a Cao Cao para que trasladara la capital a Juancheng (鄄 城; en la actualidad, Heze, Shandong), que estaba más cerca de su propio territorio, en un intento de luchar contra el emperador Xian lejos de Cao, pero Cao Cao unió fuerzas con Liu Bei para atacar a Lü Bu, derrotándolo en la Batalla de Xiapi. Lü Bu fue capturado y ejecutado por orden de Cao Cao, y la provincia de Xu quedó bajo el control de Cao. 
En 199, Gongsun Zan fue derrotado por Yuan Shao en la Batalla de Yijing y se suicidó prendiéndose fuego. Los territorios de Gongsun Zan, que se extendieron hasta los límites del norte del imperio de la dinastía Han, fueron anexados completamente por Yuan Shao. Yuan Shao luego dirigió su atención al sur hacia Cao Cao, que era una potencia emergente en el centro de China. Yuan formó una alianza con Liu Biao y tenía la intención de atacar a Cao Cao.

### Batalla de Guandu

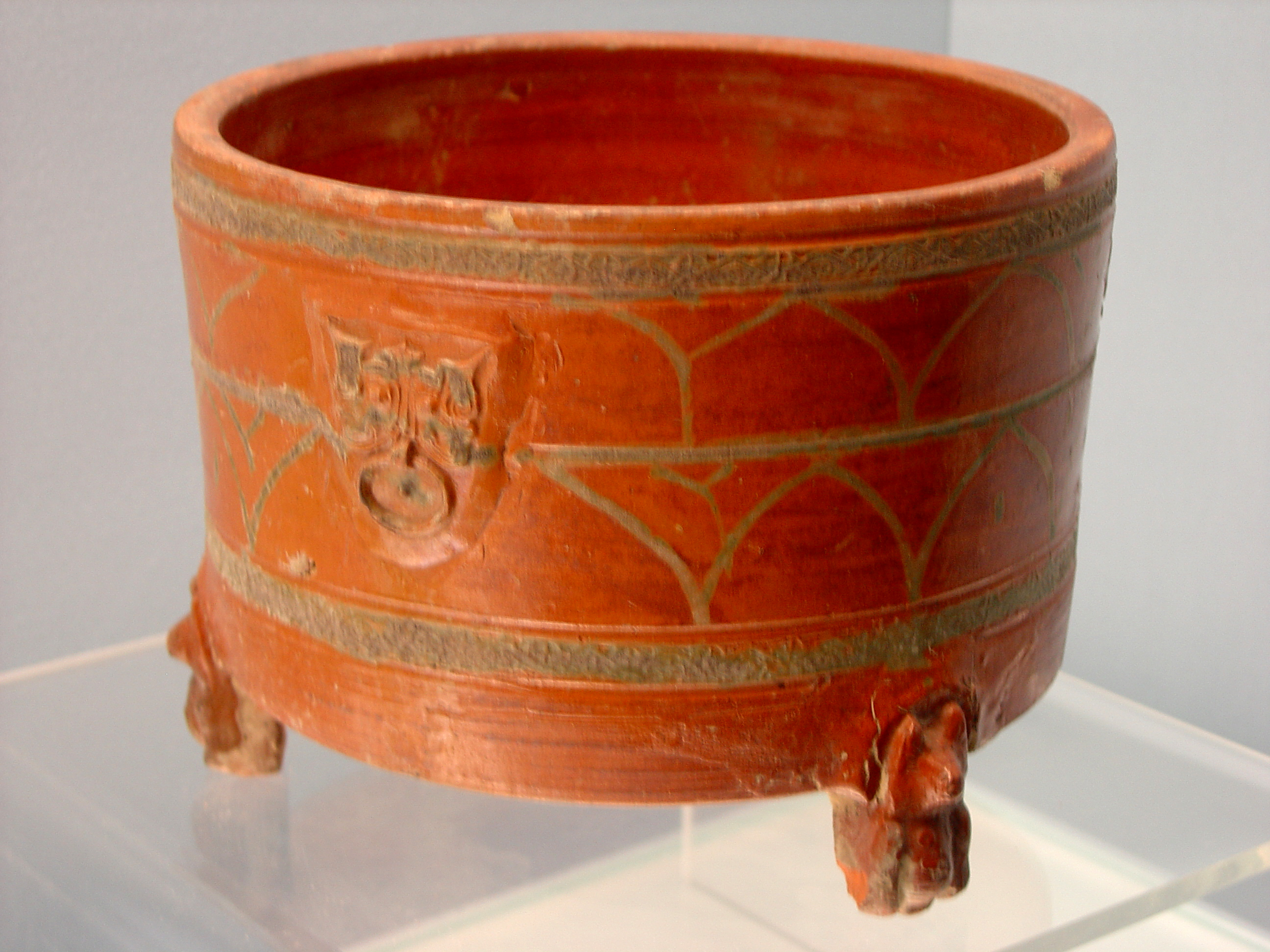
Una caja de cosméticos de cerámica esmaltada Han Oriental con pies zoomorfos

Contra el consejo de Ju Shou y Tian Feng, quienes razonaron que sus tropas estaban agotadas después de las batallas contra Gongsun Zan y necesitaban descansar, Yuan Shao se preparó para una campaña contra Cao Cao, confiando en que su ejército mucho más grande podría aplastar fácilmente a Cao Cao. Mientras Cao Cao se preparaba para la batalla, descubrió que Dong Cheng, Liu Bei y algunos otros funcionarios estaban conspirando contra él. A principios de 200, Liu Bei aprovechó la oportunidad para separarse de Cao Cao y tomar el control de la provincia de Xu, después de matar al gobernador designado de la provincia de Cao Cao, Che Zhou (車 冑). Por otro lado, Dong Cheng y los demás estaban haciendo planes para asesinar a Cao Cao. Sin embargo, la trama quedó expuesta y todos los conspiradores en la capital fueron masacrados junto con sus familias. Cao Cao se arriesgó atacando a Liu Bei en la provincia de Xu, dejando su flanco abierto a los ataques de Yuan Shao. Sin embargo, Cao Cao tomó la decisión correcta porque Yuan Shao no hizo caso a la necesidad de Tian Feng de aprovechar la oportunidad de atacarlo. Liu Bei fue derrotado y huyó hacia el norte para unirse a Yuan Shao. El general Guan Yu de Liu Bei se entregó a Cao Cao y sirvió temporalmente bajo Cao. 
Solo después de la derrota de Liu Bei, Yuan Shao comenzó a implementar su plan para atacar a Cao Cao, pero esta vez Tian Feng se opuso a su decisión, diciendo que su oportunidad había pasado. Yuan Shao se molestó con Tian Feng y encarceló a Tian, después de lo cual condujo a su ejército al sur para atacar a Cao Cao. En la Batalla de Boma, el general Yan Liang de Yuan Shao fue asesinado por Guan Yu, mientras que otro de los generales de Yuan, Wen Chou, fue asesinado en acción contra las fuerzas de Cao Cao. La moral del ejército de Yuan Shao se vio muy afectada por la pérdida de los dos generales. 
A finales de 200, los ejércitos de Yuan Shao y Cao Cao finalmente se enfrentaron en Guandu (官渡; en la actualidad Zhengzhou, Henan), al sur del río Amarillo. Yuan Shao tenía dos ventajas sobre Cao Cao: superioridad numérica y mayor cantidad de suministros, pero las tropas de Cao Cao estaban mejor entrenadas que las suyas. Después de algunas escaramuzas menores, ambos bandos llegaron a un punto muerto, hasta que Cao Cao dirigió personalmente un pequeño destacamento en un ataque sorpresa al depósito de suministros de Yuan Shao en Wuchao, que fue defendido por Chunyu Qiong. En lugar de enviar refuerzos a Wuchao, Yuan Shao envió a Zhang He y Gao Lan (高 覽) para atacar el campamento de Cao Cao, pero no tuvo éxito. La caída de Wuchao dio un gran golpe a la moral del ejército de Yuan Shao, que posteriormente fue derrotado por las fuerzas de Cao Cao. Yuan Shao huyó al norte del río Amarillo, mientras que la mayoría de sus tropas fueron asesinadas o entregadas a Cao Cao. A partir de ese momento, aunque Yuan Shao continuó siendo poderoso, ya no pudo desafiar la creciente supremacía de Cao Cao. 

### Caída del bloque de poder Yuan

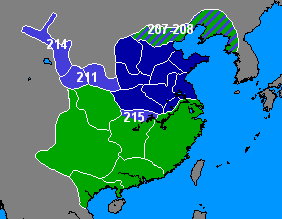
La expansión de los territorios de Cao Cao después de la Batalla de Guandu.

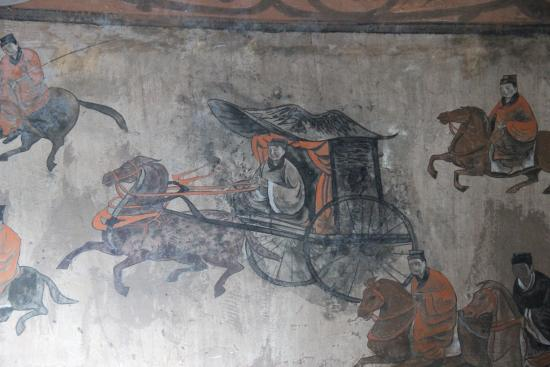
Un mural que muestra carros y caballería, en la Tumba de Dahuting (chino: 打虎 亭 汉墓, Pinyin: Dahuting Han mu) de finales de la dinastía Han del Este (25-220 dC), ubicada en Zhengzhou, provincia de Henan, China

Después de que Yuan Shao murió de enfermedad en 202, se desarrolló una lucha de sucesión entre su hijo mayor Yuan Tan y su tercer hijo Yuan Shang . Varios años antes de la muerte de Yuan Shao, según el orden tradicional de sucesión, Yuan Tan debería haber sido designado como el heredero aparente, pero como la esposa de Yuan Shao, Lady Liu, favoreció a Yuan Shang, entonces Yuan Shao hizo que Yuan Tan adoptara póstumamente por el tío de este último, Yuan Cheng (袁成). Yuan Shao luego dividió sus territorios entre sus hijos y su sobrino Gao Gan, aparentemente para poder determinar sus habilidades. Su base de la provincia de Ji fue dada a Yuan Shang, la provincia de Qing controlada por Yuan Tan, mientras que Yuan Xi gobernó la provincia de You y Gao Gan gobernó la provincia de Bing. En su lecho de muerte, Yuan Shao no dejó ninguna instrucción explícita sobre quién debería sucederlo. De los seguidores de Yuan Shao, Pang Ji y Shen Pei apoyaron a Yuan Shang, mientras que Xin Ping y Guo Tu favorecieron a Yuan Tan. Después de la muerte de Yuan Shao, la mayoría de sus subordinados inicialmente quería que Yuan Tan fuera su nuevo señor, ya que era el hijo mayor. Sin embargo, Shen Pei y Pang Ji presentaron un testamento falso, nombrando a Yuan Shang como el sucesor. Yuan Tan estaba furioso y movilizó sus fuerzas con el pretexto de atacar a Cao Cao, llamando la atención de Cao, y Cao tomó represalias preventivamente. Yuan Shang acudió en ayuda de su hermano mayor, y lucharon sin concluir contra Cao Cao en la Batalla de Liyang . 
En 203, Cao Cao obtuvo una gran victoria sobre los yuanes, que se retiraron a la capital de la provincia de Ji, Ye (鄴). Cao Cao luego planeó asediar a Ye, pero luego retiró sus fuerzas después de escuchar el consejo de Guo Jia. Guo Jia razonó que si Cao Cao presionaba a los yuanes, podrían unirse contra un enemigo común; sin embargo, si Cao Cao se retiraba, los descontentos hermanos Yuan comenzarían a pelear entre ellos. La predicción de Guo Jia se hizo realidad más tarde cuando Yuan Tan, que aún guardaba rencor contra Yuan Shang por recibir una herencia más grande, atacó a Yuan Shang, pero sus fuerzas en la provincia de Qing desertaron a Yuan Shang. Yuan Tan huyó a Pingyuan (en la actual Dezhou, Shandong) y fue asediado por Yuan Shang allí. Yuan Tan buscó la ayuda de Cao Cao, y Cao avanzó hacia el norte para atacar a Ye, obligando a Yuan Shang a levantar el asedio a Pingyuan. A principios de 204, Yuan Shang creía incorrectamente que Cao Cao se había retirado, por lo que atacó a su hermano nuevamente en Pingyuan. Cao Cao atacó a Ye una vez más y Yuan Shang regresó para defender su base, pero fue derrotado por Cao Cao. Yuan Shang luego huyó hacia el norte a Zhongshan (en el actual Shijiazhuang, Hebei), y Ye cayó ante Cao Cao. Gao Gan también entregó la provincia de Bing a Cao Cao. 
Durante el asedio de Cao Cao sobre Ye, Yuan Tan no ayudó a atacarlo, sino que trató de tomar los territorios de Yuan Shang, derrotando a Yuan Shang en Zhongshan. Yuan Shang huyó más al norte para unirse a Yuan Xi en You Province. Cao Cao ahora acusó a Yuan Tan de violar la confianza en la alianza, así que giró hacia el este para atacarlo, capturando la última fortaleza de Yuan Tan en Nanpi (南皮; en el actual Cangzhou, Hebei) y matando a Yuan. Mientras tanto, en You, el subordinado de Yuan Xi, Jiao Chu (焦 觸) se rebeló y se rindió a Cao Cao, obligando a Yuan Xi y Yuan Shang a huir más al norte para unirse a las tribus de Wuhuan bajo el jefe Tadun. Alrededor de este tiempo, Gao Gan también se rebeló contra Cao Cao, pero fue derrotado por 206 y asesinado mientras intentaba huir hacia el sur para unirse a Liu Biao . 
En 207, el ejército de Cao Cao se dirigió al norte para atacar a los Wuhuan, derrotándolos en la Batalla de la Montaña del Lobo Blanco. Tadun fue asesinado en batalla mientras que Yuan Xi y Yuan Shang buscaron refugio bajo Gongsun Kang, un señor de la guerra que controlaba la mayor parte de la actual Liaoning. Gongsun Kang temía que los yuanes pudieran volverse contra él y apoderarse de su territorio, por lo que los hizo ejecutar y envió sus cabezas a Cao Cao. Para entonces, el clan Yuan había sido eliminado por completo y gran parte del norte de China se había reunificado bajo el control de Cao Cao. 

## Campaña de Cao Cao en el sur

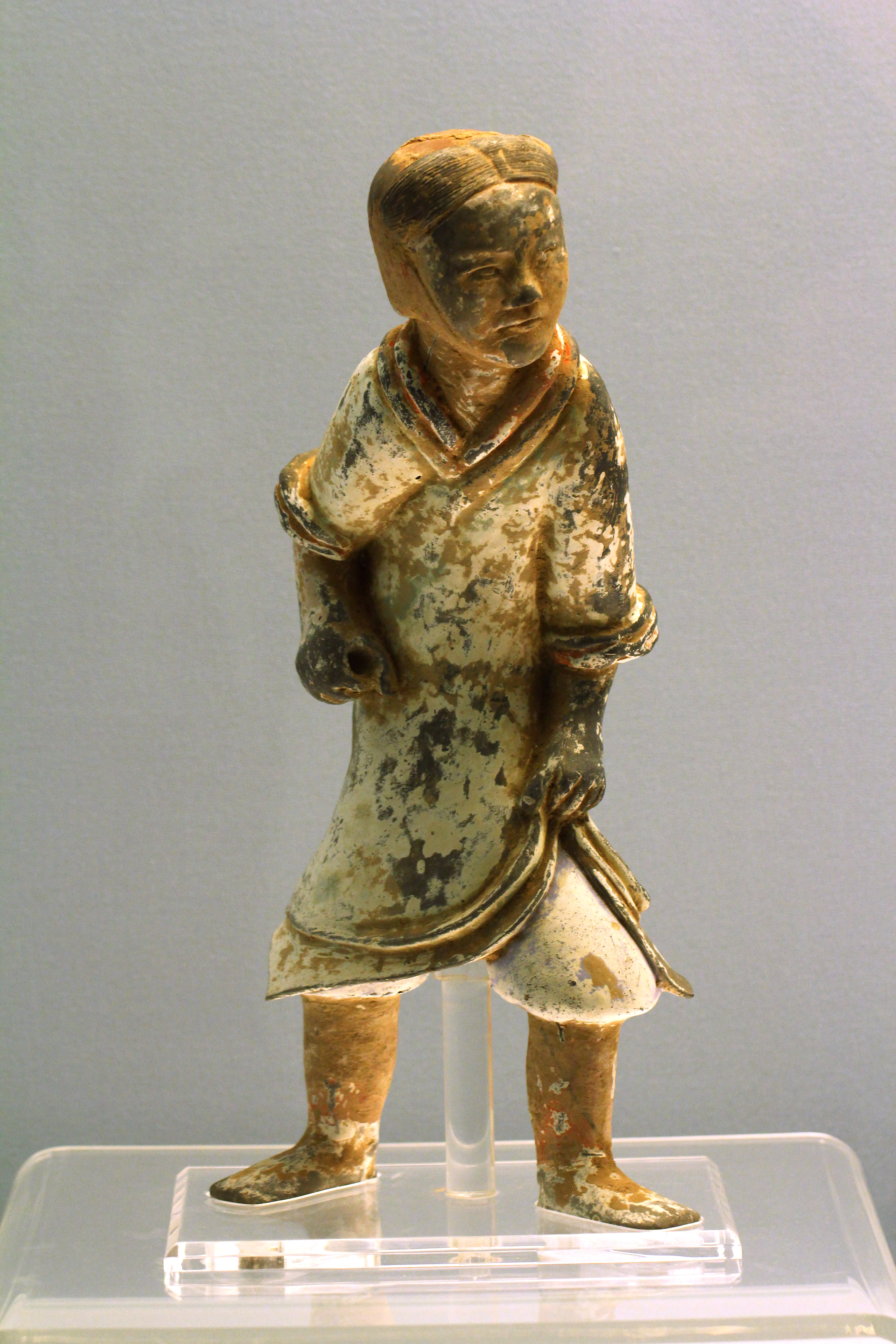
Una figura de cerámica Han del este de un soldado con una lanza (faltante)

### Acontecimientos en el sur de China
En los años posteriores a su reunificación del norte de China, Cao Cao no realizó ninguna campaña importante mientras esperaba la oportunidad de actuar contra los tres señores de la guerra más prominentes: Sun Quan, que había sucedido a su hermano mayor Sun Ce después de que este fuera asesinado en 200; Liu Biao y Liu Zhang. Durante ese tiempo, Sun Quan también estaba desarrollando sus territorios en Jiangdong, que heredó de Sun Ce, y fortaleciendo sus fuerzas militares. En 208, Sun Quan derrotó y mató al vasallo Huang Zu de Liu Biao en la Batalla de Xiakou, apoderándose de la mayor parte del territorio de Huang en Jiangxia (江夏; actual Distrito Xinzhou, Wuhan, Hubei ). 
Mientras Cao Cao estaba atacando al clan Yuan en el norte de China, Liu Bei huyó hacia el sur para unirse a Liu Biao y se convirtió en un vasallo bajo este último. En 208, Cao Cao lanzó una campaña en el sur para conquistar la provincia Jing de Liu Biao. Liu Biao estaba enfermo y cuando murió estalló una lucha de sucesión entre sus hijos Liu Qi y Liu Cong. Después de la derrota de Huang Zu, Liu Qi fue nombrado por Liu Biao como Administrador de Jiangxia, que anteriormente estaba gobernado por Huang. Liu Cong, quien fue favorecido por la segunda esposa de Liu Biao, la dama Cai (porque se casó con su sobrina), permaneció en la capital de la provincia de Jing, Xiangyang. Liu Cong se convirtió en el nuevo gobernador de la provincia de Jing después de la muerte de su padre. Temiendo que lo atraparan en una guerra en dos frentes (Cao Cao en el norte y Liu Qi en el sureste), Liu Cong se rindió a Cao Cao, y la mayor parte de la provincia de Jing quedó bajo el control de Cao Cao. Liu Bei no estaba dispuesto a someterse a Cao Cao y huyó hacia el sur. En el camino, una de las unidades de caballería ligera de Cao Cao alcanzó a las fuerzas de retirada de Liu Bei (que incluían civiles) y los derrotó en la Batalla de Changban. Liu Bei escapó con vida y huyó a Dangyang (當 陽; en el actual Yichang, Hubei). 
En Jiangdong, Sun Quan se sintió amenazado por el ejército que se acercaba de Cao Cao y envió a Lu Su para discutir la formación de una alianza con Liu Bei y Liu Qi contra Cao Cao. Cao Cao le escribió a Sun Quan una carta, con la intención de intimidar a este último para que se sometiera. El ejército de Cao Cao se estimaba en 220.000 hombres fuertes, aunque el propio Cao afirmó que tenía 800.000 soldados en sus tropas. Sun Quan tenía 30.000 hombres como máximo, mientras que las fuerzas combinadas de Liu Bei y Liu Qi totalizaban alrededor de 10.000. En vista de las abrumadoras fuerzas de Cao Cao, muchos de los seguidores de Sun Quan, incluido Zhang Zhao, abogaron firmemente por la rendición. Sin embargo, Sun Quan se negó ya que estuvo de acuerdo con la opinión de Zhou Yu y Lu Su de que Cao Cao podría no dejarlo ir incluso si se sometía. A fines de 208, con la ayuda de Zhou Yu y Lu Su (y Zhuge Liang, quien representó a Liu Bei en el intercambio diplomático), se formó una alianza entre Sun Quan y Liu Bei contra Cao Cao. 

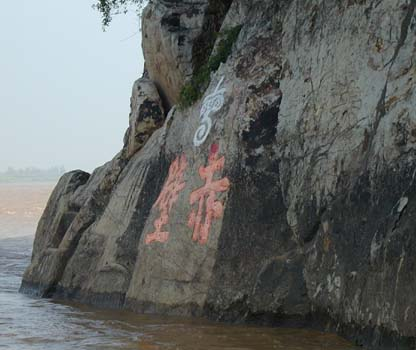
Sitio tradicional de los acantilados rojos, al norte de Wulin, Hubei.

### Batalla de los acantilados rojos
Sun Quan puso a Zhou Yu al mando de sus 30.000 soldados, en gran parte estacionadas en embarcaciones navales. Zhou Yu estableció una posición defensiva junto con Liu Bei, cuyo ejército estaba acuartelado en tierra. Alrededor de este tiempo, una plaga en expansión debilitó significativamente las fuerzas de Cao Cao. El subordinado de Zhou Yu, Huang Gai, fingió desertar al lado de Cao Cao y fue aceptado por este último. Huang Gai trajo consigo un pequeño grupo de hombres y navegaron hacia la base de Cao Cao en botes. Cuando los barcos se acercaron a la flota de Cao Cao, Huang Gai ordenó a sus hombres que prendieran fuego a los barcos, y los barcos en llamas se estrellaron contra los barcos más grandes de Cao Cao. El fuego se extendió fuera de control y destruyó por completo la flota naval de Cao Cao. Las fuerzas terrestres de Cao Cao en Wulin (烏林; en la actual Honghu, Hubei ) también fueron atacadas y expulsadas por los ejércitos de Sun Quan y Liu Bei. Cao Cao sufrió una drástica derrota en la Batalla de los Acantilados Rojos y se vio obligado a retirarse al norte de regreso a Jiangling (江陵, ubicado en el actual Jingjiang 荆江, que no debe confundirse con el actual Condado de Jiangling, Hubei). 

## Aparición de los tres reinos

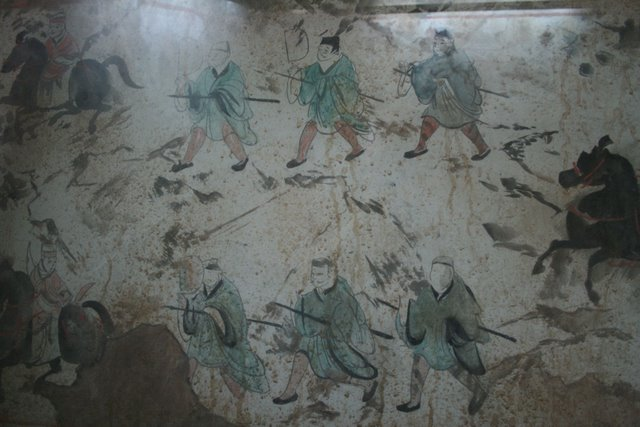
Una sección de un fresco de la dinastía Han del Este (25–220 dC) de 9 carros, 50 caballos y más de 70 hombres, de una tumba en Luoyang, China

### Sun-Liu conquista de la provincia de Jing
Inmediatamente después de la Batalla de los Acantilados Rojos, las fuerzas de Sun Quan bajo el mando de Zhou Yu presionaron con otro ataque contra Cao Cao, que condujo a la Batalla de Jiangling. Por otro lado, Liu Bei aprovechó la oportunidad para atacar a las cuatro comandancias de Wuling, Changsha, Lingling y Guiyang en la provincia sureña de Jing y ponerlas bajo su control. A principios de 209, Cao Cao había perdido la mayor parte de la provincia de Jing ante los aliados. 
A medida que Liu Bei se había vuelto relativamente más poderoso después de sus conquistas de las cuatro comandancias, Sun Quan sintió aprensión por él y decidió fortalecer su alianza organizando un matrimonio entre su hermana menor, Sun Shang Xiang, y Liu Bei. Zhou Yu sospechaba de las intenciones de Liu Bei y le sugirió a Sun Quan que capturara a Liu Bei, lo pusiera bajo arresto domiciliario y luego tomara el control de las fuerzas de Liu. Sin embargo, Sun Quan rechazó la idea de Zhou Yu porque creía que las fuerzas de Liu Bei se rebelarían contra él incluso si el plan tenía éxito. Sun Quan estuvo de acuerdo con la sugerencia de Zhou Yu de considerar atacar a los señores de la guerra Liu Zhang y Zhang Lu, que controlaban partes del oeste de China, incluido el actual sur de Shaanxi y la cuenca de Sichuan. El plan no se puso en marcha y finalmente fue abortado cuando Zhou Yu murió en 210. A pesar de que Sun Quan no expandió sus fronteras hacia el oeste, logró persuadir a varios líderes locales en la actual Guangdong, Guangxi y el norte de Vietnam para que se sometieran a él, y estos territorios se convirtieron en parte de su dominio. Sun Quan acordó "prestar" también la provincia norteña de Jing a Liu Bei cuando éste se quejó de que el sur carecía de recursos para mantener a sus militares. 

### La adquisición por Liu Bei de la provincia de Yi

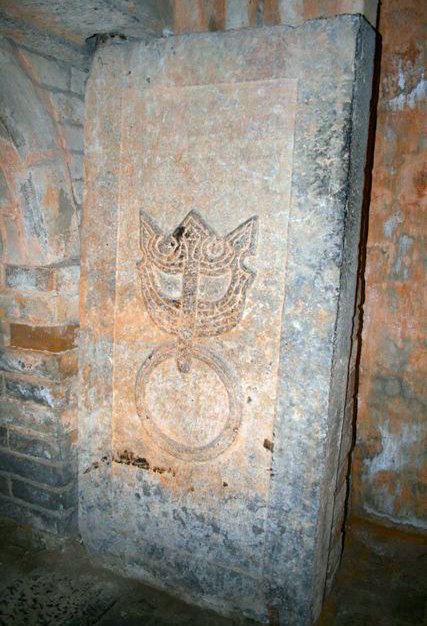
Una puerta tallada en piedra de una tumba en Luoyang, China, que data de la dinastía Han del Este. La decoración de la puerta representa un picaporte con un motivo de taotie que era común en el arte chino antiguo.

Cao Cao, después de descansar sus fuerzas durante varios años a la luz de su derrota en la Batalla de los Acantilados Rojos, hizo un gran avance nuevamente en 211, esta vez para atacar aparentemente a Zhang Lu de Hanzhong. Los señores de la guerra Han Sui y Ma Chao, que controlaban las provincias de Liang y Yong, sospechaban que Cao Cao tenía planes contra ellos y lanzaron ataques en represalia. Una coalición de fuerzas del oeste del paso de Hangu, liderada por Ma Chao y Han Sui, fueron derrotados por Cao Cao en la Batalla del paso de Ton en 211, y sus territorios fueron anexados por Cao en los años siguientes. 
Liu Zhang de la provincia de Yi se preocupó por los posibles ataques de Zhang Lu y Cao Cao, por lo que envió a Fa Zheng a invitar a Liu Bei a su dominio para ayudarlo a defenderse de Zhang Lu y Cao Cao. Fa Zheng no estaba impresionado con la gobernación de Liu Zhang y quería que Liu Bei reemplazara a su señor, por lo que instó a Liu Bei a aprovechar la oportunidad para tomar el control de la provincia de Yi. Liu Bei escuchó la sugerencia de Fa Zheng y condujo a su ejército a la provincia de Yi, donde recibió una cálida bienvenida de Liu Zhang. Liu Zhang envió a Liu Bei a estacionarse en el Paso Jiameng en la provincia norteña de Yi para resistir a Zhang Lu. 
En 212, Liu Bei y Liu Zhang se volvieron hostiles entre sí y emprendieron la guerra. Zhuge Liang dirigió un destacamento de las fuerzas de Liu Bei que quedaban en la provincia de Jing para unirse a su señor en el ataque a Liu Zhang. Guan Yu se quedó atrás para defender la provincia de Jing. En 215, Liu Bei había derrotado a gran parte de las fuerzas de Liu Zhang y lo había asediado en su capital, Chengdu. Liu Zhang se rindió y cedió la provincia de Yi a Liu Bei. La provincia se convirtió en la nueva base de Liu Bei, y utilizó los alrededores montañosos como defensas naturales contra Cao Cao en el norte. 
En el mismo año, Liu Bei se hizo cargo de la provincia de Yi, las relaciones diplomáticas entre él y Sun Quan se deterioraron cuando se negó a devolver la provincia de Jing, que "tomó prestada" de Sun Quan hacaí cinco años. Sun Quan lanzó un ataque inicial contra Guan Yu y gran parte de la provincia oriental de Jing se sometió rápidamente. Sin embargo, después de las negociaciones entre Guan Yu y Lu Su, Liu Bei acordó ceder las tres comandancias de Changsha, Jiangxia y Guiyang a Sun Quan, renovando su alianza y dividiendo la provincia de Jing entre ellos a lo largo del río Xiang . 

### Campaña de Hanzhong

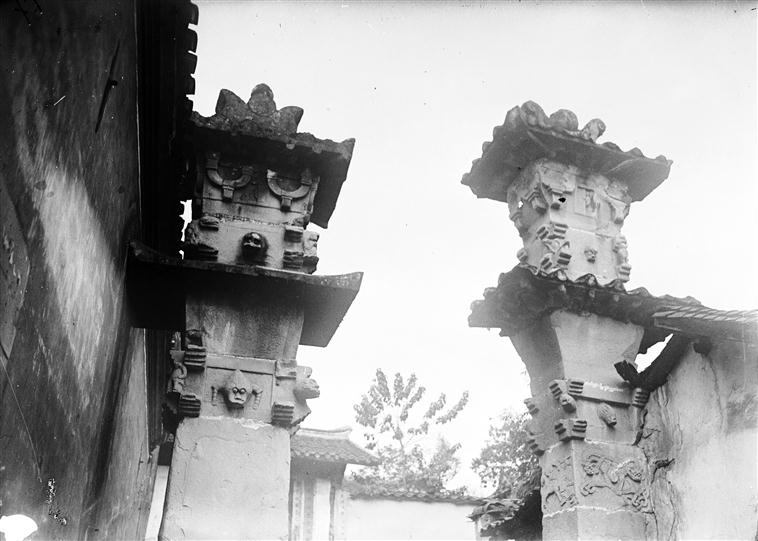
Puertas de pilar que se han tallado en piedra Han de Dingfang, condado de Zhong, Chongqing que una vez pertenecieron a un templo dedicado al general de los Estados Combatientes Ba Manzi

En 215, Cao Cao atacó a Zhang Lu y lo derrotó en la Batalla de Yangping. Zhang Lu se rindió y su dominio en Hanzhong quedó bajo el control de Cao Cao. Contra el consejo de sus seguidores de moverse hacia el sur y atacar a Liu Bei en la provincia de Yi, Cao Cao retiró sus ejércitos y dejó a Xiahou Yuan al mando de una pequeña fuerza para defender a Hanzhong. Al año siguiente, Cao Cao presionó al emperador Xian para que le otorgara un título de nobleza, "Rey de Wei". En los años siguientes, el estilo de vida de Cao Cao se parecía más al del emperador, y también recibió mayores honores. 
En 217, Liu Bei comenzó una campaña para apoderarse de Hanzhong de Cao Cao. Después de que Xiahou Yuan fue derrotado y asesinado en la Batalla del Monte Dingjun en 219, Cao Cao se alarmó y llegó rápidamente con refuerzos para resistir a Liu Bei. Ambas partes quedaron encerradas en un punto muerto, a excepción de un enfrentamiento en la Batalla del río Han, antes de que Cao Cao finalmente decidiera retirar sus fuerzas, entregando Hanzhong a Liu Bei. Posteriormente, Liu Bei se declaró "Rey de Hanzhong" después de su victoria. 

### Ruptura de la alianza Sun-Liu
Alrededor del tiempo en que Liu Bei estaba atacando a Hanzhong, Guan Yu también avanzó hacia el norte desde la provincia de Jing para atacar la ciudad de Fancheng de Cao Cao (樊城; actual Distrito de Fancheng, Xiangyang, Hubei), que fue defendida por Cao Ren. Mientras Cao Ren logró mantener su posición firmemente, Guan Yu asedió la ciudad, y la situación era tan grave que Cao Cao incluso consideró alejar la capital de Xu. 
Al mismo tiempo, Sun Quan se volvió cada vez más resentido con Guan Yu porque este último había mostrado hostilidad hacia él en tres incidentes: Guan Yu alejó a los funcionarios que Sun Quan envió a las tres comandancias que Liu Bei había prometido entregar a Sun; Guan Yu confiscó con fuerza los suministros de alimentos de una de las bases de Sun Quan para usarlos en su campaña de Fancheng; Guan Yu ridiculizó a Sun Quan cuando este le propuso un matrimonio entre su hijo y la hija de Guan. Cuando Guan Yu estaba atacando a Fancheng, Sun Quan envió a su general Lü Meng a lanzar un asalto a la provincia de Jing desde el este, conquistando rápidamente la provincia en cuestión de semanas. La moral de las fuerzas de Guan Yu cayó bruscamente y sus soldados lo abandonaron gradualmente hasta que se quedó con solo unos 300 hombres. Guan Yu fue aislado y asediado por las fuerzas de Sun Quan en Maicheng, e intentó escapar pero cayó en una emboscada y fue capturado. Guan Yu se negó a rendirse y finalmente fue ejecutado por orden de Sun Quan. Esto marcó el final de la alianza entre Sun Quan y Liu Bei. Sun Quan se sometió nominalmente a Cao Cao y recibió el título de "Marqués de Wu". Sun Quan también instó a Cao Cao a tomar el trono del emperador, pero Cao se negó.

## La abdicación del emperador Xian
Cao Cao murió en marzo de 220 y su hijo Cao Pi heredó el título de "Rey de Wei" sin esperar la autorización formal del emperador Xian. En el invierno de 220, el emperador Xian envió el Sello Imperial a Cao Pi y emitió un edicto anunciando que abdicaba a favor de Cao Pi. Cao Pi se negó formalmente a aceptar el trono tres veces, pero finalmente lo obligó. La dinastía Han terminó oficialmente en ese punto y Cao Pi estableció el estado de Cao Wei en su lugar, trasladando la capital de Xu a Luoyang . El destronado Emperador Xian recibió un título de "Duque de Shanyang". 
En 221, Liu Bei se declaró emperador en Chengdu y estableció el estado de Shu Han. Sun Quan continuó siendo un subordinado nominal de Cao Pi hasta 222, cuando se declaró rey de un estado separado, Wu (más conocido como Wu Oriental en la historia). En 229, Sun Quan se convirtió formalmente en emperador de Wu. 